# Dan Aykroyd
Daniel Edward "Dan" Aykroyd, CM (Ottawa, 1 de julho de 1952) é um ator, comediante, roteirista, músico, vinicultor e ufólogo canadense. Indicado para o Oscar e vencedor do Emmy, foi um dos membros originais do lendário programa de comédia Saturday Night Live, um dos criadores dos Blues Brothers (com John Belushi) e Ghostbusters, e tem uma longa carreira como ator e roteirista de cinema.
Em 1990 foi indicado ao Oscar de Melhor Ator Coadjuvante pelo filme Driving Miss Daisy.
É irmão do também ator, Peter Aykroyd
Além de ser um grande ator, Aykroyd também é empreendedor, nas épocas de SNL, ele tinha um bar, logo depois co-fundou a "House of Blues" em 1992, e também é dono da "Crystal Head Vodka" e da "Dan Aykroyd Wines"(Vinho).

## Filmografia

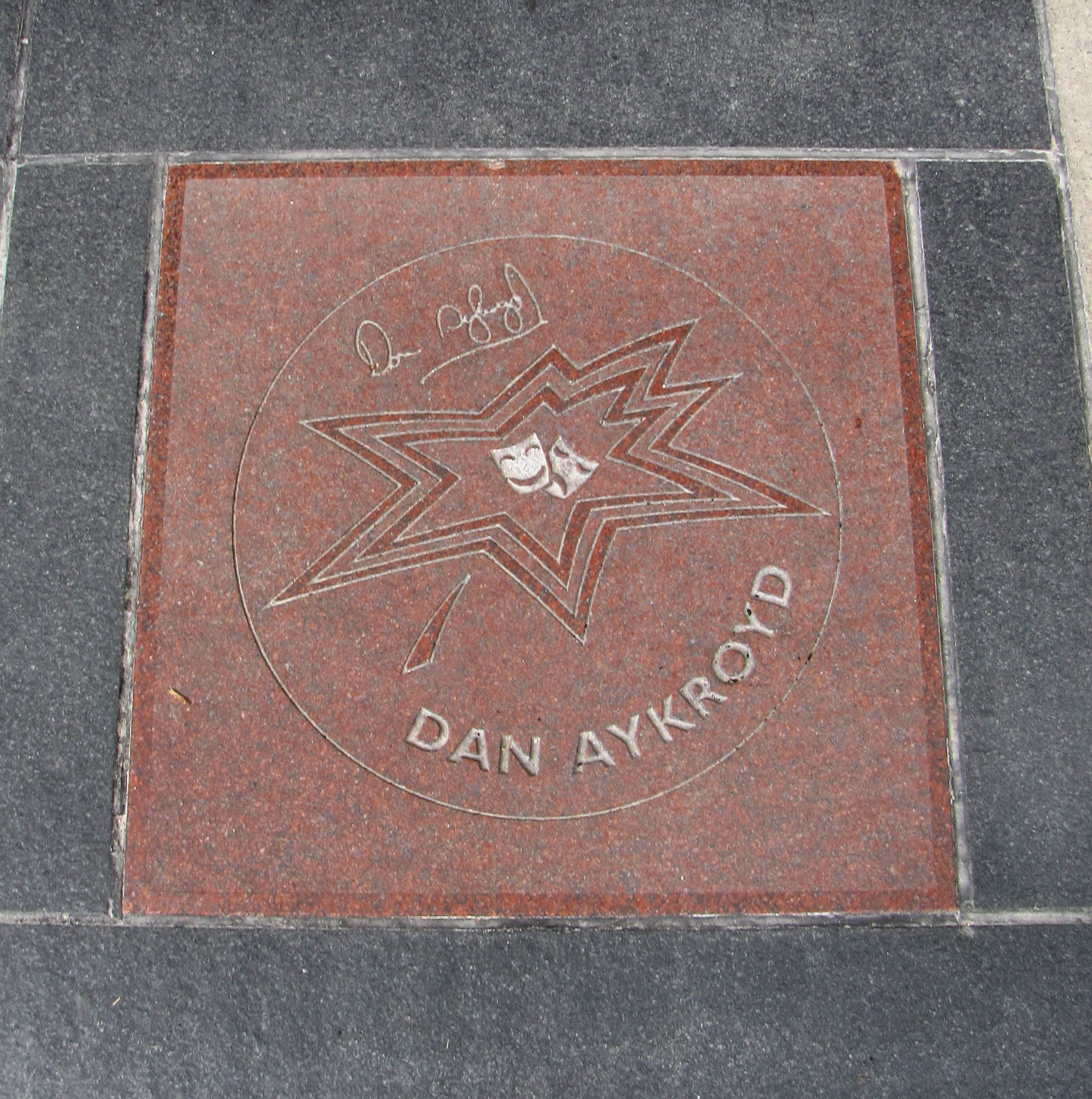
Estrela de Dan Aykroyd na Calçada da fama do Canadá.

| - 1977 - Love at first sight] - 1977 - Things we did last summer (TV) - 1978 - All You Need Is Cash (TV) - 1979 - 1941 - 1979 - Mr. Mike's Mondo Video - 1980 - The Blues Brothers - 1981 - Neighbors - 1982 - It came from Hollywood - 1983 - Trading Places - 1983 - Twilight Zone: The Movie - 1983 - The Coneheads (TV) (voz) - 1983 - Doctor Detroit - 1984 - Ghostbusters - 1984 - Indiana Jones and the Temple of Doom - 1984 - Nothing Lasts Forever - 1985 - Into the Night - 1985 - Spies Like Us - 1987 - Dragnet - 1988 - Caddyshack II - 1988 - The Couch Trip - 1988 - The Great Outdoors - 1988 - My Stepmother Is an Alien - 1988 - She's Having a Baby - 1989 - Ghostbusters II - 1989 - Driving Miss Daisy - 1990 - Loose Cannons - 1990 - Masters of Menace - 1991 - The Campaign - 1991 - Nothing But Trouble - 1991 - My Girl - 1992 - Sneakers - 1992 - Chaplin - 1992 - This is my life - 1993 - Coneheads - 1994 - Exit to Eden - 1994 - My Girl 2 - 1994 - North - 1995 - Casper - 1995 - Canadian Bacon - 1995 - Tommy Boy - 1995 - Rainbow - 1995 - The Random Factor - 1996 - My Fellow Americans - 1996 - Feeling Minnesota - 1996 - Celtic Pride - 1996 - Getting Away with Murder - 1996 - Sgt. Bilko - 1997 - Grosse Pointe Blank - 1997 - The Arrow (TV) - 1998 - Susan's Plan - 1998 - Antz (voz) - 1998 - Blues Brothers 2000 - 1999 - Diamonds - 2000 - The House of Mirth - 2000 - Stardom - 2000 - Loser - 2001 - The Devil and Daniel Webster - 2001 - Earth vs. the Spider (TV) - 2001 - On the nose - 2001 - The Frank Truth - 2001 - Pearl Harbor - 2001 - Evolution - 2001 - The Curse of Jade Scorpion - 2002 - Unconditional Love - 2002 - Crossroads - 2003 - Bright Young Things - 2004 - Christmas with the Kranks - 2004 - 50 First Dates - 2004 - Intern Academy - 2007 - I Now Pronounce You Chuck and Larry - 2008 - War, Inc. - 2010 - Yogi Bear - 2012 - The Campaign - 2013 - Behind the Candelabra - 2014 - Tammy - 2014 - Get on Up - 2015 - Pixels - 2016 - Ghostbusters: Answer the Call |

### Jogos de vídeo
| Ano  | Titulo                      | Personagem |
| ---- | --------------------------- | ---------- |
| 2009 | Ghostbusters:The Video Game | Ray Stanz  |
| 2010 | Yogi Bear: The Video Game   | Zé Colméia |
| 2015 | LEGO Dimensions             | Ray Stanz  |

## Prêmios e indicações
- Indicação ao Oscar de Melhor Ator Coadjuvante, por "Conduzindo Miss Daisy" (1989).
- Indicação ao Framboesa de Ouro de Pior Diretor, por "Nada Além de Problemas" (1991).
- 3 indicações ao Framboesa de Ouro de Pior Ator Coadjuvante, por "Clube dos Pilantras 2" (1981), "Nada Além de Problemas" (1991) e "O Amor é uma Grande Fantasia" (1994). Venceu por "Clube dos Pilantras 2" e "Nada Além de Problemas".
- Indicação ao Framboesa de Ouro de Pior Roteiro, por "Nada Além de Problemas" (1991).
- Indicação ao Framboesa de Ouro de Pior Dupla, por "O Amor é uma Grande Fantasia" (1994).